# Nicetas von Aquileia
Nicetas von Aquileia war von 454 oder 455 bis 485 Bischof von Aquileia. Den Bischofskatalogen zufolge war sein Vorgänger ein Secundus, der während der Zerstörung der Stadt durch die Hunnen unter Attila am 18. Juli 452 in der Stadt war. Folgt man jedoch dem um 1000 schreibenden Chronisten Johannes Diaconus, so ereignete sich diese Katastrophe erst unter Bischof Nicetas. Auf ihn folgte ein gewisser Marcellianus, der der Gemeinde bis 504 vorstand.
Der Name des Nicetas erscheint in einem Brief Papst Leos des Großen vom 21. März 458, in dem er sich um die moralischen Folgen der Zerstörungen, von Gefangenschaft und der Flucht sorgt, etwa was geschehen solle, wenn ein Mann aus der Gefangenschaft zurückkehrte und seine Witwe bereits wieder geheiratet hatte. Aus diesem Brief geht auch hervor, dass um 447 ein Januarius Bischof von Aquileia war.
Zu dieser Zeit bestand bereits ein weitläufiges Episkopat, das die Grenzen der Provinz Venetia et Histria überschritt und das bis an die Donau reichte. Nicht überliefert ist, ob Nicetas nach 452 zügig an seinen Amtssitz zurückkehren konnte, nachdem die Hunnen abgezogen waren. Der Tradition zufolge fand Nicetas Zuflucht in Grado, wo eine Kathedrale zu seiner Zeit errichtet worden sein soll. Dieses Werk ist allerdings erst unter dem sehr viel späteren Patriarchen Helias in den Jahren vor der Synode vom 3. November 579 fertiggestellt worden. Die baulichen Wiederherstellungsmaßnahmen wurden vor allem vom oströmischen General Narses angestoßen.
Nicetas wurde später als Heiliger verehrt, aber auch häufig mit Nicetas von Remesiana verwechselt (355–414), der in der Provinz Moesia superior wirkte.

## Rezeption

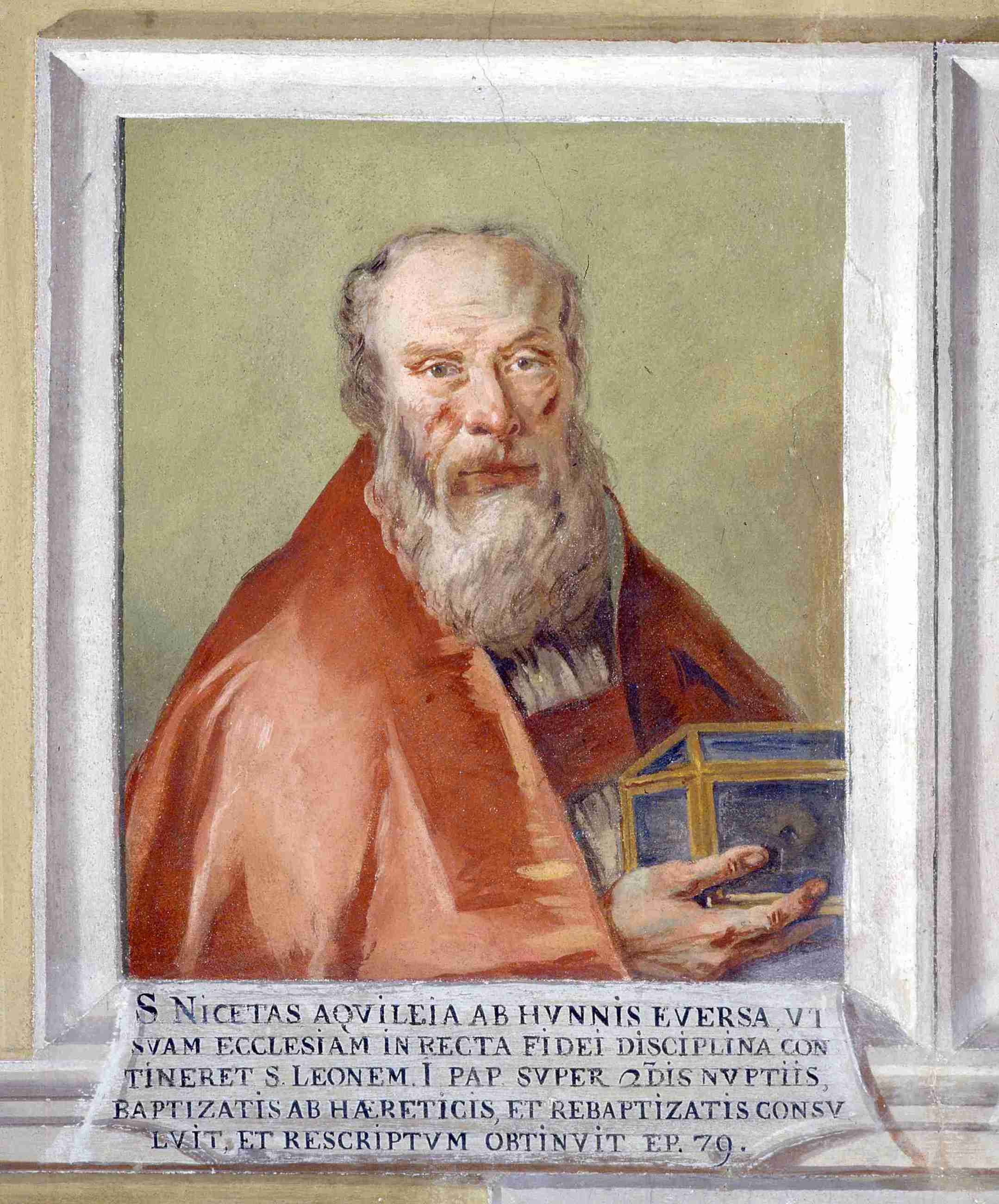
Idealporträt des Nicetas im Thronsaal des Diözesanmuseums und der Tiepolo-Galerie in Udine. Die Inschrift behauptet, der Bischof habe sich nach der Vertreibung durch die Hunnen an Papst Leo I. um Hilfe gewandt, damit er die Disziplin und Rechtgläubigkeit in seiner Diözese aufrechterhalten könne, zudem um die Frage der Taufe durch Häretiker.

Bereits 1719 weist Johann Jakob Schmauß in seinem Ausführlichen Heiligen-Lexicon nach, dass Baronius sich geirrt haben müsse, wenn er die besagten Heiligen für ein und dieselbe Person halte, „weil Baronius gemeynet, Aquileja seye vor Alters auch Roma und Romatiana genennet worden.“ Dies sei ein Irrtum, jedoch feiere seit Baronius die Kirche von Aquileia ihren Heiligen nicht mehr am 7. Januar, sondern am 22. Juni („und geschicht es erst seit Baronii Zeiten, daß die zu Aquileja ihres S. Nicetæ Gedächntis den 22. Jun. begehen.“). Nach Schmauß hat der heilige Nicetas „den Einwohnern die Zerstöhrung durch Attilam verkündiget und ist Anno 458. gestorben.“ Fast wortwörtlich übereinstimmend argumentiert 1740 Johann Heinrich Zedler in seinem Großen vollständigen Universal Lexicon Aller Wissenschafften und Künste, Band 24, Sp. 480.
Die Ineinssetzung der beiden Heiligen gleichen Namens, durch Baronius in die Welt gesetzt, wurde zwar aufgegeben, jedoch mit einem neuen Argument verteidigt. Demnach stellte „Petr. Braida“, wie ... konstatiert, „eine scheinbarere Vermuthung auf, nämlich die, daß die civitas Romatiana ein Ort in der kirchlichen Diöces von Aquileja gewesen und wohl auch im weiteren Sinne Episcop. Aquilejensis genannt worden sey.“ Dies scheint dem Verfasser jedoch zu willkürlich und außerdem gebe es keinerlei Hinweise auf einen solchen Ort.

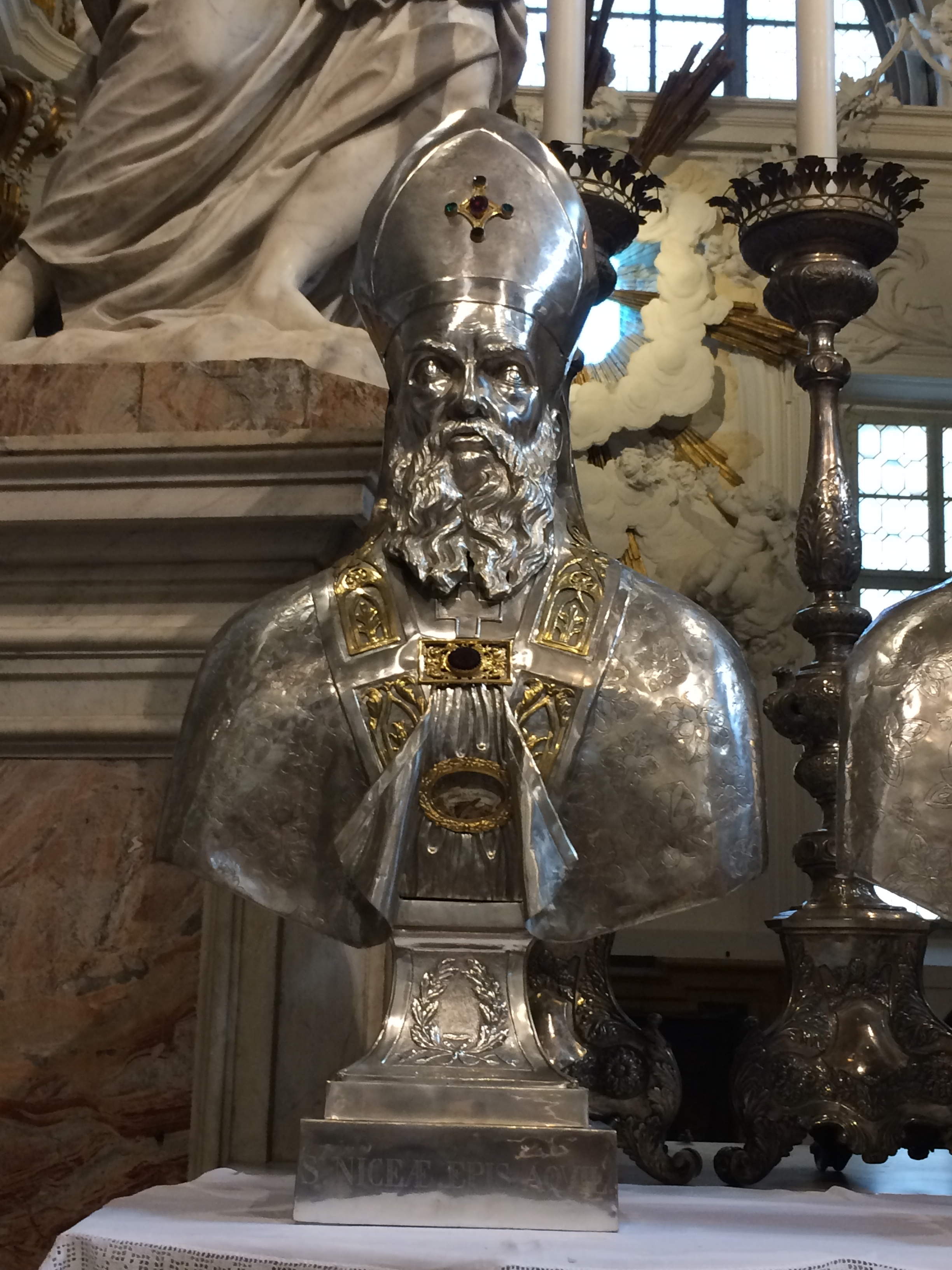
Reliquiar des Heiligen mit der Inschrift „S. NICEÆ. EPIS. AQVIL.“

Giuseppe Cappelletti stellt in seiner Storia Ecclesiastica Universale von 1861 fest, die Zerstörung Aquileias könne nicht „totale“ gewesen sein, denn es gebe keinen Hinweis darauf, dass der damalige Bischof „Secondo“ seinen Amtssitz verlassen habe, ebenso wenig, wie sein ‚heiliger Nachfolger‘ Nicetas. Nach Cappelletti trat Nicetas sein Amt erst Ende 453 oder Anfang 454 an. Allerdings habe er das verbliebene Kirchenvolk, den Kirchenschatz und die Reliquien nach Grado in Sicherheit gebracht. Auch dieser Autor hebt die Frage hervor, ob die neue Ehe, die Frauen von für tot gehaltenen Männern eingegangen waren, gültig sei. Diese mussten, wie der Leobrief verlangte, zu ihren ersten Männern zurückkehren. Auch weist Cappelletti ausdrücklich darauf hin, dass die Verwechslung der namensgleichen Heiligen allein schon aufgrund des großen zeitlichen Abstands zwischen dem Brief Leos und demjenigen des „san Gerolamo“, der von 374 stammte, auszuschließen sei.
Die Frage des Zeitpunkts zu dem die Kathedrale in Grado errichtet und die als post attiliana bezeichnet wurde, führte ebenfalls zu langen Diskussionen. Während Giovanni Brusin in seinen 1957 erschienenen Monumenti paleocristiani annimmt, die Kirche sei unter Marcellinus, dem Nachfolger des Nicetas errichtet worden, vermutet Carlo Guido Mor, dass in den unruhigen Zeiten der frühen Ostgoten ein solcher Bau sehr viel weniger wahrscheinlich sei, als in der Jahrzehnte währenden Erholungszeit nach den Zerstörungen durch die Hunnen.
Nach der zeitlich nächsten Quelle, der Historia Langobardorum des Paulus Diaconus (II, 10), war es der Patriarch Paulus (557–569), der „ad Gradus insulam“ mitsamt seinem Kirchenschatz vor den Langobarden Zuflucht fand: „Qui Langobardorum barbariem metuens, ex Aquileia ad Gradus insulam confugit secumque omnem suae thesaurum ecclesiae deportavit“. Dieser Auffassung schloss sich die Chronica de singulis patriarchis Nove Aquileie an. Dabei bleibt die Frage offen, wann das Castrum von Grado errichtet wurde. Erst Andrea Dandolo meint in seiner Chronica per extensum descripta, dieses sei im Zuge der Unsicherheiten erbaut worden, die durch die Angriffe der Westgoten unter Alarich auf Oberitalien verursacht worden seien, also nach 401 und 408.
Archäologische Untersuchungen, aber auch ein vertieftes Verständnis der Veränderungen in der Lagune von Grado, ließen Klärungen zu. Demnach entstanden die Verteidigungsanlagen von Grado erst Mitte des 6. Jahrhunderts. Mario Mirabella Roberti konnte zudem etwa 1,0–1,1 m unterhalb des Bodens der heutigen Santa-Eufemia-Kirche die Überreste der kleinen Basilika des Petrus aus dem 4. Jahrhundert nachweisen, die nur 14,7 mal 6,7 m maß. Insgesamt ließen sich drei Kirchen nachweisen, deren Datierung jedoch noch immer nicht als gesichert gelten kann.